# Ljudmila Postnovová
Ljudmila Grigorjevna Postnovová (rusky Людмила Григорьевна Постнова; * 11. srpna 1984, Jaroslavl, Sovětský svaz) je ruská házenkářka. S ruskou reprezentací se stala třikrát mistryní světa. Je též držitelkou stříbrné medaile z olympijských her 2008.